# Periodo Yayoi
Il periodo Yayoi (弥生時代?, Yayoi-jidai) è un'epoca nella storia del Giappone che va dal 400-300 a.C. al 250-300 d.C., attraversando il Neolitico, l'età del bronzo e l'età del ferro. Il suo nome deriva dal quartiere di Tokyo dove furono per la prima volta ritrovati resti archeologici di quell'era.
A seconda della fonte che si prende in considerazione il periodo Yayoi viene fatto iniziare o con l'inizio della coltivazione del riso nelle risaie oppure con il ritrovamento di nuovi tipi di terraglie, che ricollegherebbe l'inizio di quest'epoca attorno all'anno 1000 a.C. Prove archeologiche hanno dimostrato che al tempo un imprecisato numero di agricoltori provenienti dal continente asiatico si stabilì nel territorio giapponese (popolo Yayoi), sopraffacendo la popolazione locale di cacciatori-raccoglitori. Seguendo in ordine cronologico il periodo Jōmon, la cultura Yayoi fiorì in un'area compresa tra il Kyūshū meridionale e l'Honshū settentrionale.

## Periodizzazione
Il periodo Yayoi prende il nome dall'omonimo quartiere di Tokyo dove nel 1884 furono ritrovati per la prima volta i resti di un nuovo tipo di ceramica diversa da quella utilizzata nel periodo Jōmon. Generalmente il suo inizio viene fatto coincidere con l'introduzione delle tecniche legate alla risicoltura nel territorio giapponese, tra il 400 e il 300 a.C., sebbene l'analisi di alcune terraglie della stessa epoca abbia fatto dedurre che queste risalgano almeno al 1000-800 a.C., circa 500 anni prima di quanto si credesse.
Tradizionalmente la storia della cultura Yayoi è suddivisa in tre sottoperiodi, ognuno con una serie di fasi ceramiche che differiscono da regione a regione. La datazione esatta di questi sottoperiodi non è tuttavia chiara, principalmente a causa di un numero insufficiente di elementi per determinare con certezza inizio e fine degli stessi.
| Sottoperiodi                  | Fasi della ceramica nel nord di Kyūshū | Fasi della ceramica nella pianura di Kantō | Fasi della ceramica a Aomori | Fasi della ceramica in Hokkaidō |
| ----------------------------- | -------------------------------------- | ------------------------------------------ | ---------------------------- | ------------------------------- |
| Yayoi iniziale 500-100 a.C.   | Itazuke I                              | Tardo Jōmon                                | Sunasawa                     | Epi-jomon                       |
| Itazuke II                    | -                                      | Seno                                       |                              | Epi-jomon                       |
| Jonokoshi                     | -                                      | Nimaibashi                                 | Esan I                       |                                 |
| Yayoi medio 100 a.C.-100 d.C. | Sugu                                   | Osagata                                    | Inakadate 1                  | Epi-jōmon                       |
| Yayoi medio 100 a.C.-100 d.C. | Mitoko                                 | Suwada                                     | Inakadate 2                  | Epi-jōmon                       |
| Yayoi medio 100 a.C.-100 d.C. | Takamizuma                             | Miyanodai                                  | Nembutsuma                   | Esan II-IV                      |
| Yayoi finale 100-300          | Shimo-Okuma                            | Kugahara                                   | Oishitai                     | Epi-jōmon                       |
| Yayoi finale 100-300          | Nobeta                                 | Yayoicho                                   | Chitose                      | Epi-jōmon                       |
| Yayoi finale 100-300          | Nishijin                               | Maenocho                                   | Chokaisan                    | Kohoku B, C                     |

In risposta all'eventualità di retrodatare l'inizio del periodo di circa 500 anni, nel 2003 un team di esperti del Museo nazionale di storia giapponese ha proposto un'ulteriore periodizzazione: tale posizione, che tuttavia non ha ancora ottenuto il consenso generale, suddivide l'epoca Yayoi in quattro grandi fasi e cinque o sei sottoperiodi, laddove l'ultima parte del periodo Jōmon è considerata parte dello Yayoi inuziale.
| Fase iniziale | Prima fase (I) | Fase media (II-IV) | Fase finale (V) |
| ------------- | -------------- | ------------------ | --------------- |

| 1ª fase iniziale | 2ª fase iniziale | Inizio prima fase | Metà prima frase | Fine prima fase | Inizio fase media | Metà fase media | Fine fase media | 1ª fase finale | 2ª fase finale |

| Tardo periodo Jōmon | Yayoi iniziale | Primo periodo Yayoi | Periodo Yayoi medio | Tardo periodo Yayoi | Yayoi finale |

| 1000 a.C. | 900 a.C. | 800 a.C. | 700 a.C. | 600 a.C. | 500 a.C. | 400 a.C. | 300 a.C. | 200 a.C. | 100 a.C. | 0 | 100 d.C. | 200 d.C. |

Il periodo Yayoi termina attorno al III secolo, quando iniziò ad affermarsi l'uso di grandi tumuli funerari chiamati kofun, da cui deriva il nome del periodo successivo della storia giapponese.

## Caratteristiche
Le prime genti appartenenti alla cultura Yayoi si pensa siano apparse nella parte settentrionale di Kyūshū. Successivamente si spostarono sull'isola principale, Honshū, dove erano presenti in massa i nativi dell'era Jōmon; ci fu così probabilmente uno scambio di materiale genetico, pratiche e culture. Il periodo vide una certa continuità nella produzione di ceramiche con l'epoca precedente, ma sebbene le terraglie Yayoi fossero tecnologicamente più avanzate di quelle del periodo Jōmon (poiché erano prodotte al tornio), esse erano decorate in modo più semplice. Se nel resto del mondo si passò gradualmente dall'età della pietra a quella del bronzo per approdare al ferro, il Giappone passò dal Neolitico all'uso quasi contemporaneo di utensili in bronzo e ferro, perché introdotti dai cinesi e coreani di cultura più antica. Una volta acquisite le tecniche e le conoscenza necessarie alla fusione dei metalli, esse vennero impiegate per realizzare attrezzi agricoli, campane cerimoniali in bronzo, specchi e armi.

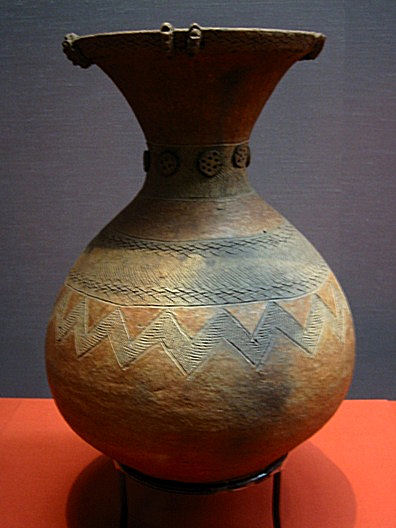
Un vaso Yayoi, I-III secolo, trovato a Kugahara, Ōta-ku, Tokyo, Museo nazionale di Tokyo

La popolazione Yayoi crebbe e la loro società divenne sempre più complessa. Indossavano vestiti, vivevano in insediamenti stabili, costruivano abitazioni in legna e pietra, accumulavano ricchezza attraverso il possesso della terra e la conservazione del grano e svilupparono distinte classi sociali. Nacquero i primi conflitti e le prime alleanze tribali. Da un'alimentazione basata sulla caccia e la raccolta si passò alla coltivazione, permettendo lo sviluppo delle prime forme di religione, contraddistinte dall'osservazione del culto della natura e l'adorazione di tutti quegli elementi terreni (come il suolo, l'acqua, il sole) che potessero garantire un buon raccolto. Si trattava dunque di una forma arcaica dello shintoismo (la via degli dei), caratterizzato da credenze animistiche, pratiche magiche e influssi sciamanici.

## Storia

### Origini della cultura Yayoi

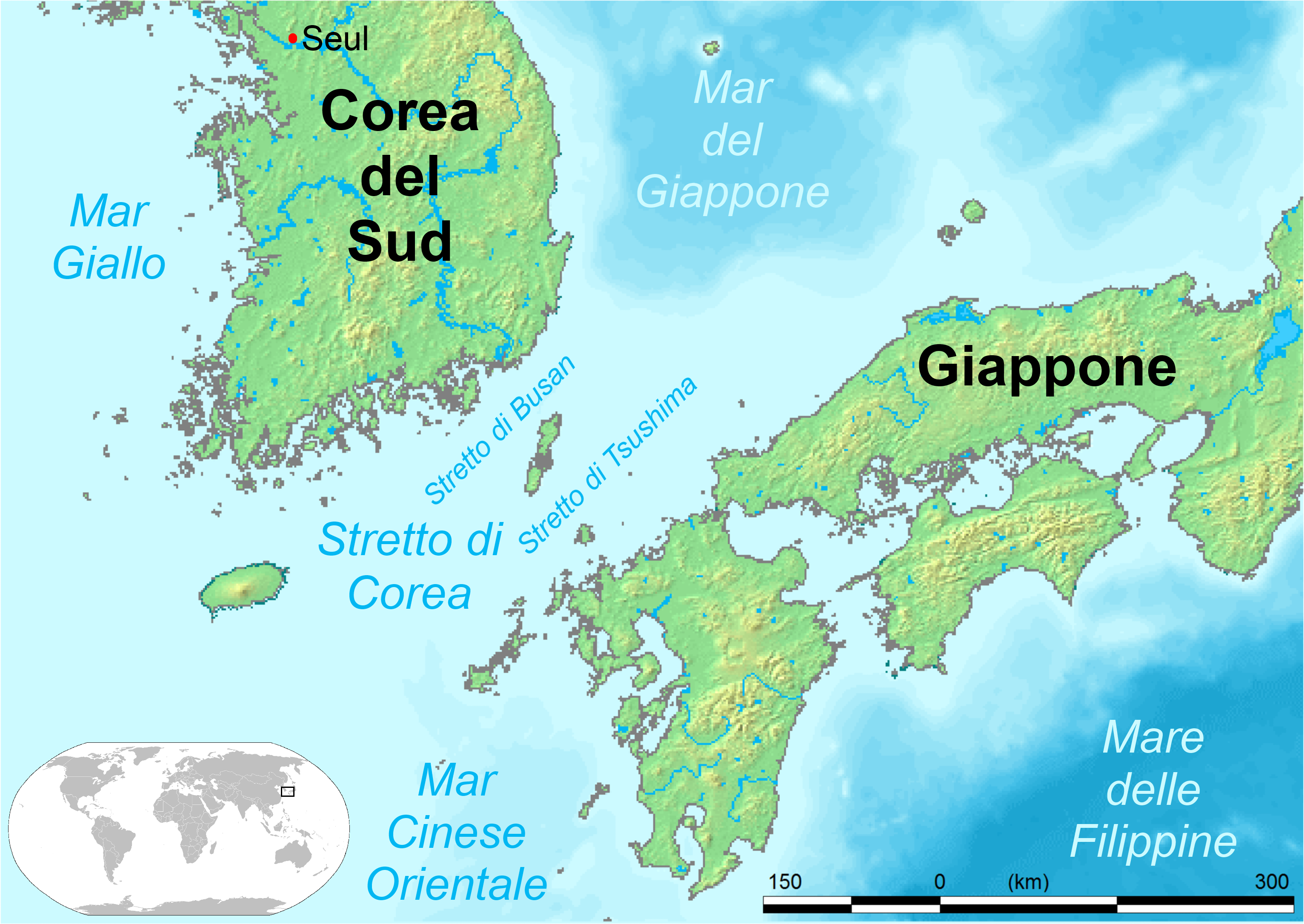
Il Kyūshū settentrionale è la parte del Giappone più vicina alla penisola coreana

Le origini del popolo e della cultura Yayoi sono state a lungo dibattute. È certo comunque che il Giappone fu effettivamente invaso da popoli provenienti dal continente asiatico, i quali portarono con sé le conoscenze e le tecniche legate alla coltura del riso. Esistono diverse teorie riguardo all'itinerario percorso dai migranti per raggiungere il paese, anche se la maggior parte degli studiosi è concorde nel ritenere la penisola coreana la via più probabile, data la sua vicinanza all'arcipelago giapponese; non è chiaro tuttavia se il punto di partenza fu la stessa Corea, oppure la Cina.

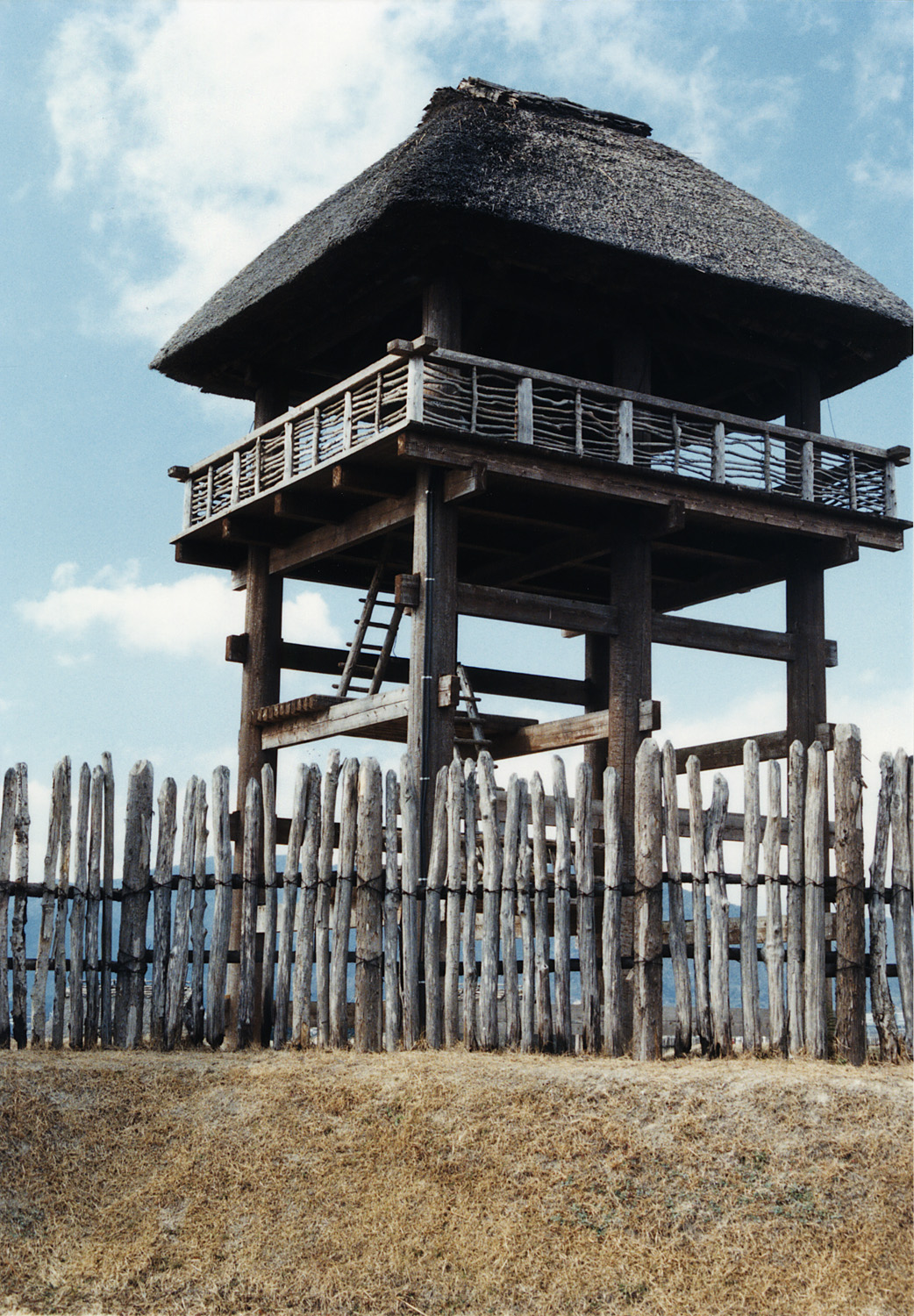
Un edificio Yayoi (ricostruito)

Durante il periodo Yayoi si assistette a un incremento della popolazione fino a due milioni di persone, probabilmente dovuto, oltre ai flussi migratori, al miglioramento delle condizioni di vita. Se da una parte il passaggio alla coltivazione garantiva una migliore dieta, lo sfruttamento dei giacimenti di metallo permise l'affinamento di attrezzi agricoli, utensili e armi. Si costruirono villaggi permanenti, e la società assunse una struttura fortemente gerarchizzata, ponendo i presupposti per la formazione di uno Stato vero e proprio nei secoli successivi.

### Yayoi nella cultura cinese
Per ricostruire l'etnogenesi di un popolo ci si affida generalmente ai documenti in forma scritta. In Giappone, tuttavia, la scrittura fu introdotta soltanto alcuni secoli dopo con il buddhismo. È possibile comunque trovare le prime tracce scritte sul Giappone in alcune fonti cinesi. Nel Libro degli Han, la storia dinastica ufficiale cinese completata intorno all'82 d.C., si fa rifarimento all'arcipelago giapponese con l'epiteto di "terra di Wa", che al tempo significava "terra dei nani". Nell'opera il Giappone viene descritto come un paese formato da oltre cento regni: difatti, durante il periodo Yayoi, la suddivisione del territorio in risposta al bisogno di terra per coltivare il riso e l'intensificarsi dei conflitti portarono il Giappone alla formazione di tanti piccoli regni tribali.
Nel Libro degli Han posteriori, scritto nel 445 circa, ci si riferisce anche allo stato di Na, appartenente a Wa, il cui sovrano ricevette un sigillo d'oro dall'imperatore della dinastia Han. Si fa menzione del regno di Wa anche nel Libro degli Wei, del 297 d.C., in una sezione dedicata ai "barbari orientali", che include anche vari popoli della Corea e della Manciuria.

#### Il regno Yamatai
Nel Libro degli Wei si parla di una visita a Wa, nel 240, effettuata da parte dei Wei cinesi. Ed è proprio in questo brano che si fa riferimento al più forte dei cento regni: il regno Yamatai (in cinese Hsieh-ma-t'ai). In questo paese vi era una regnante, Himiko, divenuta regina dopo innumerevoli guerre e che al tempo viveva in una fortezza sorvegliata da cento uomini e servita da mille donne e un solo servitore. Era attraverso questo che comunicava col mondo esterno. Ella si preoccupava principalmente di faccende spirituali, mentre suo fratello minore si occupava degli affari di stato tra cui le relazioni con i Wei (220-265). Nel 238 Himiko versò i tributi all'imperatore cinese (pratica che era stata avviata nel 57 d.C.) e in questo modo ottenne il riconoscimento di regina di tutta la terra di Wa (e non solo del suo regno). Ella ricevette dall'imperatore vari doni tra cui stoffe, gioielli e specchi e lei ricambiò inviando schiavi, tessuti e cinabro. Quando la regina morì nel 248, aveva sessantacinque anni. Dopo di lei vi fu un periodo di caos finché una ragazza di tredici anni, parente di Himiko, di nome Iyo, salì al trono sostituendo un sovrano poco amato dal popolo.
Yamatai, che fiorì intorno al III secolo, fu il regno più importante del periodo. Tuttavia sussistono ancora dubbi sulla sua esatta ubicazione poiché la narrazione del viaggio compiuta dagli ambasciatori cinesi contenuta nel Libro degli Wei è aperta a varie interpretazioni: alcuni pensano che si tratti di Yamato, nelle vicinanze del bacino di Nara, altri affermano che lo stato si trovasse nel Kyūshū settentrionale.